# 1434
| 1434               |
| ------------------ |
| Dødsfald - Fødsler |
|                    |

| Gregoriansk kalender | 1434 MCDXXXIV           |
| Ab urbe condita      | 2187                    |
| Armensk kalender     | 883 ԹՎ ՊՁԳ              |
| Kinesiske kalender   | 4130 – 4131 癸丑 – 甲寅 |
| Etiopisk kalender    | 1426 – 1427             |
| Jødisk kalender      | 5194 – 5195             |
| Hindukalendere       |                         |
| - Vikram Samvat      | 1489 – 1490             |
| - Shaka Samvat       | 1356 – 1357             |
| - Kali Yuga          | 4535 – 4536             |
| Iransk kalender      | 812 – 813               |
| Islamisk kalender    | 837 – 838               |

Konge i Danmark: Erik 7. 1396-1439
Se også 1434 (tal)

## Begivenheder
- Jan van Eyck maler et oliemaleri af Giovanni di Nicolao Arnolfini og hans kone, der bor i Brugge.[1]
- Malmøhus bliver grundlagt.[2]
- Bondeoprør begynder i Norge og Sverige mod Erik af Pommerns styre.[3] Leder af oprøret var Engelbrekt Engelbrektsson.

## Født
- Michael Wolgemut, tysk kunstmaler og billedkunstner, bl.a. Dürers lærer (død 1519).

## Dødsfald
- 1. juni - Vladislav 2. Jagello af Polen, storfyrste af Litauen og fra 1386 til sin død konge af Polen (født ca. 1351/62).